# Thermopsis yushuensis
Thermopsis yushuensis là một loài thực vật có hoa trong họ Đậu. Loài này được S.Q.Wei miêu tả khoa học đầu tiên.